# Deutsche Tischtennis-Meisterschaft 1989
Die 57. nationale Deutsche Tischtennis-Meisterschaft fand vom 5. bis 7. Mai 1989 in Böblingen in der Sporthalle Böblingen statt.
Jörg Roßkopf verteidigte seinen Titel aus dem Vorjahr sowohl im Einzel als auch im Doppel mit Steffen Fetzner. Zusätzlich holte er auch Gold im Mixed mit Anke Schreiber. Auch Nicole Struse war mehrfach erfolgreich. Im Einzel gewann sie zum zweiten Mal nach 1987, der Doppelgewinn mit Olga Nemes dagegen war eine Premiere.
| Platz | Herreneinzel        | Dameneinzel           | Herrendoppel                      | Damendoppel                    | Mixed                          |
| ----- | ------------------- | --------------------- | --------------------------------- | ------------------------------ | ------------------------------ |
| 1     | Jörg Roßkopf        | Nicole Struse         | Jörg Roßkopf/Steffen Fetzner      | Olga Nemes/Nicole Struse       | Jörg Roßkopf/Anke Schreiber    |
| 2     | Georg Böhm          | Jin-Sook Cords        | Heiko Wirkner/Michael Krumtünger  | Susanne Wenzel/Anke Schreiber  | Steffen Fetzner/Nicole Struse  |
| 3     | Hans-Jürgen Fischer | Andrea Lieder         | Cornel Borsos/Hans-Joachim Nolten | Ilka Böhning/Katja Nolten      | Matthias Höring/Ilka Böhning   |
| 3     | Heiko Wirkner       | Ursula Oswald-Ziegler | Peter Franz/Oliver Alke           | Jin-Sook Cords/Margit Freiberg | Peter Franz/Christiane Praedel |

In den Einzelwettbewerben wurden drei Gewinnsätze ausgespielt, in den Doppelwettbewerben dagegen nur zwei Gewinnsätze. 

## Wissenswertes
- Kritisiert wurde die zu kurze Pause nach der WM, die am 9. April endete.
- Jörg Roßkopf verlor im Einzelwettbewerb keinen Satz.
- Erwin Becker (SC Fürstenfeldbruck) wurde nach der ersten Runde im Einzel wegen Schiedsrichterbeleidigungen vom Turnier ausgeschlossen.
- Heiko Wirkner überraschte durch Siege über Peter Franz und Ralf Wosik. Im Voraus zeigte er sich enttäuscht darüber, dass der nicht in die Setzliste der besten 16 Spieler aufgenommen worden war.
- Olga Nemes enttäuschte im Einzel. Im Viertelfinale kam sie mit der unorthodoxen Spielweise der Noppenspielerin (Düsseldorfs Trainer Mario Amizic sprach von „Scheiß-Belägen“[1]) Ursula Oswald-Ziegler nicht zurecht und schied aus.
- Jin-Sook Cords spielte mit Penholder-Schlägerhaltung.